# Rogneda de Poloțk
Rogneda de Poloțk (n. 960 d.Hr. – d. 1000) este numele slav pentru Ragnhild, prințesă, soție a cneazului Vladimir I al Kievului. Ea a fost fiica lui Rogvolod⁠(d), primul prinț de Poloțk menționat, venit din Scandinavia și stabilit în Poloțk la mijlocul secolului al X-lea. 

## Viața

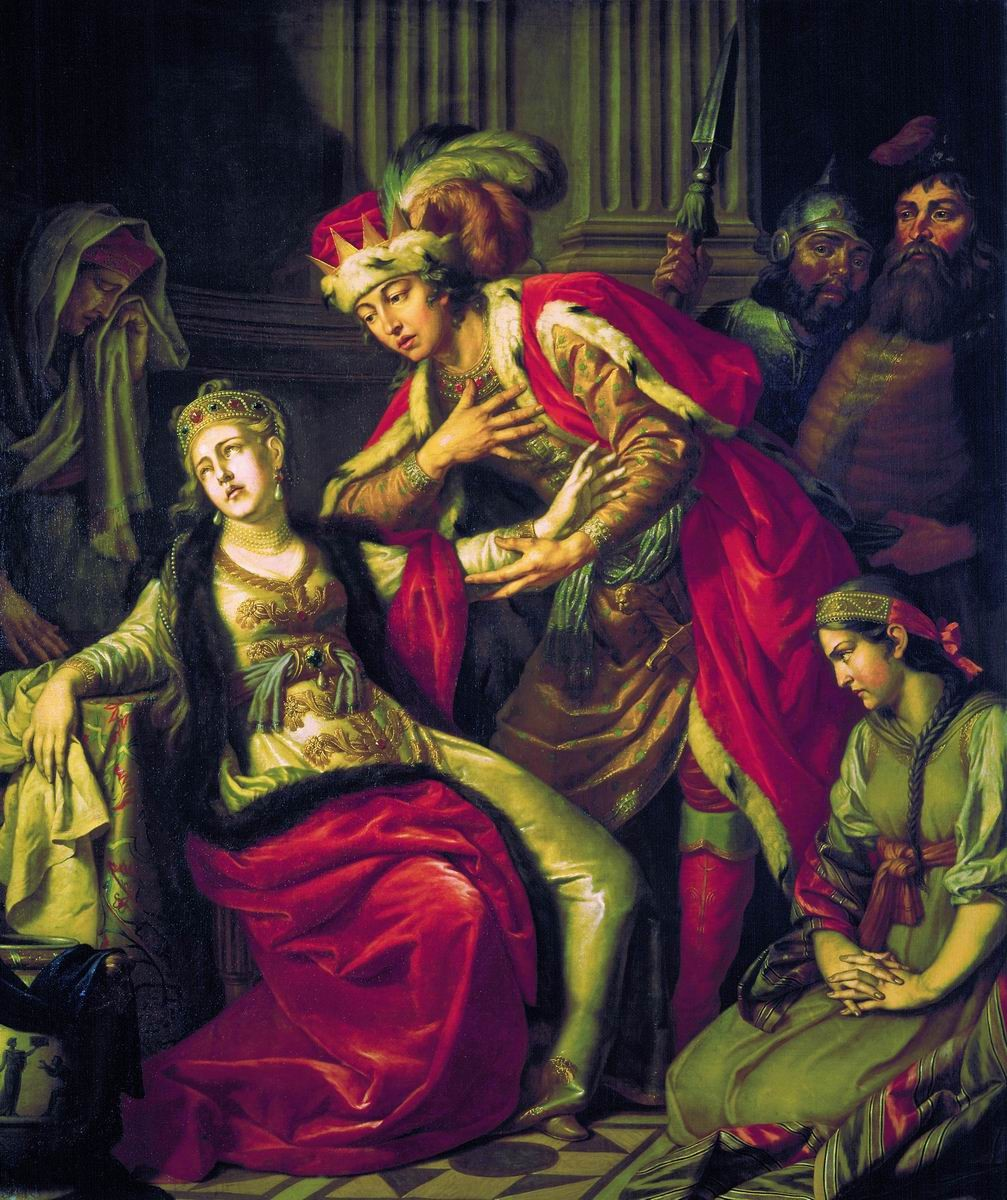
Pictură de A.P. Losienko:
Vladimir înaintea Rognedei (1770)

S-a speculat că Rogneda a aparținut familiei regale Ynglingar⁠(d) din Norvegia. Către anul 980, Vladimir a aflat că Rogneda s-a logodit cu fratele său vitreg, Iaropolk I al Kievului, a cucerit Poloțk și forțat-o pe Rogneda să se căsătorească cu el. A violat-o pe Rogneda în prezența părinților ei, apoi a ordonat ca ei să fie uciși, împreună cu doi dintre frații Rognedei.
Rogneda i-a dat mai mulți copii. Cei patru fii ai săi au fost Iaroslav cel Înțelept, Vsevolod, Mstislav de Cernigov⁠(d) și Iziaslav de Poloțk⁠(d). Ea a născut și două fiice, dintre care una este numită de Nestor Cronicarul⁠(d) ca Predslava (luată concubină de Boleslav I al Poloniei, potrivit lui Gallus). Un an mai târziu, cronica spune o poveste, cel mai probabil luată dintr-o saga nordică, despre complotul Rognedei împotriva lui Vladimir și cum aceasta a cerut fiului ei mai mare, Iziaslav, să-l omoare. Cum a fost obiceiul regal nordic, a fost trimisă cu fiul ei mai mare să guverneze țara părinților ei, adică Poloțk. Urmașii lui Iziaslav au continuat să conducă Poloțk și sunt menționați în noul oraș Iziaslavl⁠(<span title="Zaslavl|Iziaslavl la Wikidata">d) până la invazia mongolă.
Mai târziu Vladimir s-a convertit la creștinism și a luat-o ca soție pe Anna Porfirogeneta⁠(d). El a trebuit să divorțeze de toate soțiile sale anterioare, inclusiv de Rogneda. După divorț, ea a intrat în mănăstire și a luat numele de Anastasia.

## Moștenire
În jurul anului 1825, Kondrati Rileev a scris un poem narativ intitulat Rogneda. Acest poem a devenit o sursă literară pentru rolul ei în opera naționalistă rusă Rogneda de Alexander Serov, a cărei premieră a fost în anul 1865.

### Studii
- ru  Богуславский В. В., Славянская энциклопедия. Киевская Русь – Московия, Т. 2, Н–Я, Москва 2001. ISBN: 5-224-02249-5. ISBN: 5-224-02251-7.
- pl  Dworzaczek W., Genealogia, Warszawa 1959, (tablica 21).
- ru  Соловьёв С. М., История России с древнейших времён, T. 1, Москва 1988.
- ru  Заяц Ю. А., Заславль в эпоху феодализма, Минск 1995. ISBN: 5-343-01350-3.
- ru  Татищев В. Н., История Российская, T. 2, Москва 1994.
- ru  Татищев В. Н., История Российская, T. 4, Москва 1994.